# Urrós (Mogadouro)
Urrós is een plaats (freguesia) in de Portugese gemeente Mogadouro en telt 425 inwoners (2001).